# Przezwody (Trzebiesławice)
Przezwody – część wsi Trzebiesławice w Polsce, położona w województwie świętokrzyskim, w powiecie sandomierskim, w gminie Łoniów. 
Nie ma sołtysa, należy do sołectwa Trzebiesławice.
W latach 1975–1998 Przezwody administracyjnie należały do województwa tarnobrzeskiego.